# Euphorbia gorenflotii
Euphorbia gorenflotii är en törelväxtart som beskrevs av Mobayen. Euphorbia gorenflotii ingår i släktet törlar, och familjen törelväxter.
Artens utbredningsområde är Iran. Inga underarter finns listade i Catalogue of Life.